# Ivan Elagin
Ivan Elagin, de son patronyme Venekdovitch et son nom de naissance Matveïev (en russe : Ива́н Венеди́ктович Ела́гин, Матве́ев, Ivan Ielaguine dans la transcription française), né le 1er décembre 1918, à Vladivostok et mort le 8 février 1987 à Pittsburgh, est un poète et traducteur russe et soviétique de la deuxième vague de l'émigration russe.

## Biographie
Ivan Matveïev (c'est le nom qui figure jusqu'à la fin de sa vie sur ses papiers) est le fils du poète futuriste Venedikt Mart et le petit-fils d'un éminent ethnologue, poète et traducteur du japonais, Nikolaï Matveïev, connu sous le pseudonyme de Nikolaï Amourkski. Sa mère, Serfima Lessokhina, médecin d'origine juive, est issue d'une famille de rabbins. Ivan a pour cousine la poétesse Novella Matveïeva (ru), fille de son oncle Nikolaï Nikolaïevitch Matveïev (ru). À sa naissance il reçoit le nom de Zangvild, mais n'en conservera que le surnom de Zalik (Залик).-
En 1919, Serafima Lessokhine est internée dans un hôpital psychiatrique de Petrograd, où elle reste jusqu'à la fin de sa vie. Elle meurt pendant le siège de Leningrad. Ivan est alors emmené par son père de Vladivostok à Harbin.
En 1923, ils reviennent en URSS, en 1928, Venedikt Mart est condamné après une rixe à trois ans d'exil à Saratov, et Ivan est alors à certains moments à la rue. Il est inscrit après le lycée à l'Institut de médecine de Kiev (ru), et il en achève 3 cours. En 1937, il épouse une jeune poétesse, Olga Steinberg, connue sous le pseudonyme d'Olga Ansteï. En 1937, son père est arrêté et fusillé sur des accusations d'espionnage en faveur du Japon.
Dans les années 1940, Ivan se rend à Leningrad, pour obtenir demander conseil à Anna Akhmatova. Il consacre plus tard deux poèmes à cette courte rencontre, Je n'ai jamais cru ... («Я никогда не верил…») et Mémoire («Память»). Sa première publication, en janvier 1941 est une traduction approuvée par l'auteur du poème Concert de Maxime Rylski.
Pendant la Seconde Guerre mondiale, il vit à Kiev avec sa femme, qu'il ne quitte pas quand elle est occupée par les allemands : « Personne ne pourra savoir avec certitude, comme il se fît que les Matveïev ne voulurent pas être évacués, et restèrent à Kiev, où ils se trouvèrent aux mains des allemands. Ce ne fut probablement pas à dessein, pas parce qu'ils n'avaient pas confiance en la propagande soviétique, et qu'il considéraient que les informations sur l'extermination des juifs par les allemands étaient des mensonges de TASS. Ivan, médecin qui n'avait pas terminé sa formation, travaillait aux secours d'urgence, amenait les blessés des faubourgs dans les hôpitaux, et a peine avait-il remarqué, que Kiev avait cessé d'être soviétique ». Les Allemands ouvrent alors deux établissements d'enseignement, un institut de médecine et un conservatoire. Y travailler était une protection et Ivan Elagin a un emploi à l'institut et un service à l'hôpital.
En 1943, Ivan et sa femme quittent Kiev : « l'Armée rouge allait passer à l'attaque, et les Allemands se préparaient à rendre Kiev. Si Ivan Matveïev était tombé aux mains du NKVD, il aurait à coup sur été accusé de collaboration avec les allemands. Rien n'aurait pu être répliqué : il travaillait avec des Allemands à la maternité ». Ils arrivent finalement à travers l'Allemagne dans la zone occupée américaine et résident dans des camps de DP (Displaced Person, Personnes déplacées), où il continue à travailler comme médecin. Ils s'installent ensuite à Munich. En 1950, ils partent pour les États-Unis.
Il travaille à la station Radio Free Europe, reprend des études à l'université Columbia, puis à l'université de New York. Il enseigne également au Middlebury College. La traduction d'un poème épique Stephen Vincent Benét, Le Corps de John Brown lui vaut en 1969, le degré de docteur de l'université de New York. Il soutient sa thèse dans les années 1970, et devient professeur à l'université de Pittsburgh, où il enseigne la littérature russe.
Ses vers sont publiés dans presque chaque numéro du Nouveau journal (ru) («Новый журнал») de 1961 à 1987, ainsi que dans l'almanach Croisements («Перекрёстки»), devenu ensuite Rencontres (ru) («Встречи») ; ses traductions de la poésie américaine le sont dans les numéros de la revue Dialogue USA («Диалог — США») et, jusqu'en 1988, à l'occasion dans le journal Amérique (ru) («Америка»). Il présentait en revanche comme une « commande » le livre Feuilleton politique en vers («Политические фельетоны в стихах») paru en 1959. 
Le 31 décembre 1971 Ivan Elagin est victime d'un accident de la route avec sa famille. Il survit, mais passe un mois à l'hôpital. Il consacré à cet évènement un poème, Affluence («Наплыв»), où il donne une des clés de la compréhension de son œuvre, les mots: « dans le temps, et pas dans l'espace ». Il meurt le 8 février 1987 d'un cancer du pancréas.
Il est le prototype du personnage de Sérafim Allilouïev dans le roman de Gregori Klimov (ru) Mon nom est légion («Имя моё легион»).

## Famille
Ivan Elagin a eu deux filles avec Olga Ansteï, Ina (1943-1944) et Ielena (1945).
À leur arrivée aux États-Unis, Olga Ansteï quitte Ivan Elagin. Il se remarie en 1958 avec Irina Dannheiser. Ils ont un fils, Sergei (1967).

## Publications
- (ru) По дороге оттуда [« Sur la route, à partir d'ici »], Munich,‎ 1947 (lire en ligne [PDF]) ;
- (ru) Ты, мое столетие [« Toi, mon siècle »], Munich,‎ 1948 (lire en ligne [PDF]) ;
- (ru) Портрет Мадмуазель Таржи [« Le portrait de Mademoiselle Tarji (Comédie farce en 3 tableaux) »], Munich,‎ 1949 créée au théâtre en 1991 par Roman Viktiouk et portée à l'écran par Vadim Zobine (ru) la même année ;
- (ru) По дороге оттуда [« Sur la route, à partir d'ici »], New-York,‎ 1953 (lire en ligne [PDF]) ;
- (ru) Политические фельетоны в стихах 1952—1959 [« Feuilleton politique en vers 1952—1959 »], Munich,‎ 1959 (lire en ligne [PDF]) ;
- (ru) Отсветы ночные [« Reflets nocturnes »], Munich,‎ 1963 (lire en ligne [PDF]) ;
- (ru) Косой полет [« Le vol de Kossa »], Munich,‎ 1967 (lire en ligne [PDF]) ;
- (ru) Дракон на крыше [« Un dragon sur le toit »], Munich,‎ 1973 (lire en ligne [PDF]) ;
- (ru) Под созвездием Топора [« Sous la constellation de la hache »], Frankfort sur le Main,‎ 1973 (lire en ligne [PDF]) ;
- (ru) В зале Вселенной [« Dans la salle du monde »], Ann Arbor,‎ 1982 (lire en ligne [PDF]) ;
- (ru) Тяжелые звезды [« Étoiles pesantes »], Tenafly, Эрмитаж,‎ 1986 (lire en ligne [PDF]), édition russe, Vladivostok, 2012 ;
- (ru) Курган [« Kourgane »], Frankfort sur le Main,‎ 1987 ;
- (ru) Собрание сочинений в 2-х томах [« Œuvres choisies en deux tomes »]  (préf. Evgueni Vitovski (ru)), Moscou, Согласие,‎ 1998.

#### Principale source
- (ru) « Состоявшийся эмигрант [Faisant fonction d'émigrant (préface d'Evgueni Vitovski (ru))] », dans Собрание сочинений в 2-х томах [« Œuvres choisies en deux tomes  »], Moscou, Согласие,‎ 1998. .

#### En anglais
- (en) M. Kasica et F. Leibowitz, Ivan Elagin Papers and correspondences, University of Pittsburgh, juin 2009 (lire en ligne).

#### En russe
- (ru) « Иван Елагин » [« Ivan Elagin »], sur Le siècle de la traduction (www.vekperevoda.com) (consulté le 28 octobre 2018) ;
- (ru) Агеносов В. В. (V. V. Aguenossov), Литература русского зарубежья (1918—1996) [« Littérature russe à l'étranger (1918-1996) »], Moscou, Высшая школа (издательство),‎ 1998 ;
- (ru) Коноплицкий В. (V. Konollitski), « «Во Владивостоке, одном из дивных тупиков Руси...» Юбилей русского поэта Ивана Елагина » [« « De Vladivostok, un des merveilleux culs-de-sac de la Russie ... » Jubilé du poète russe Ivan Elagin »], Vladdnews,‎ 3 décembre 2008 (lire en ligne, consulté le 28 octobre 2018) ;
- (ru) С. Костырко (S. Kostyrko), « Гражданские стихи Ивана Елагина » [« Les vers citoyens d'Ivan Elagin »], Дети Ра, no 11 (133),‎ 2015 (lire en ligne, consulté le 28 octobre 2018)
- (ru) Казак В. (W. Kasack), Лексикон русской литературы XX века [« Lexikon der russischen Literatur ab 1917 »], Moscou, РИК «Культура»,‎ 1996, 491 p. (ISBN 5-8334-0019-8) ;.

#### En allemand
- (de) Wolfgang Kasack, Lexikon der russischen Literatur ab 1917, Kröner, 1976, 457 p. (ISBN 978-3-520-45101-9, OCLC 3166696).